# José Manuel Prieto
Pour les articles homonymes, voir Prieto.
José Manuel Prieto (né le 22 mai 1962 à La Havane, à Cuba) est un romancier, traducteur et enseignant cubain. 

## Biographie
José Manuel Prieto a vécu en Russie pendant douze ans. Il a traduit en espagnol les œuvres de Brodsky et d'Anna Akhmatova. Il enseigne l’histoire russe à Mexico où il vit avec sa famille.
Actuellement José Manuel Prieto vit à New York où il est directeur du Joseph A. Unanue Latino Institute de l'Université de Seton Hall.

### Parcours universitaire
José Manuel Prieto a obtenu son PhD en Histoire à l'Université Autonome de Mexico et a enseigné au Centro de Investigación y Docencia Económicas (CIDE) de la ville de Mexico, de 1994 à 2004. Pendant l'année universitaire 2004-2005 il a été boursier de la Margaret and Herman Sokol Fellow du Dorothy and Lewis B. Cullman Center for Scholars and Writers à la New York Public Library. Prieto a été aussi boursier du Sistema Nacional de Creadores de Mexico, de janvier 2003 à décembre 2005, de la Santa Maddalena Foundation à Florence, en avril 2001 et de la JohnSimon Guggenheim Memorial Foundation en 2002.

## Œuvres
José Manuel Prieto a écrit des romans, des livres non-romanesques, des essais et des articles. C'est aussi un traducteur de la littérature russe en espagnol. Parmi ses livres, on doit signaler Livadia, (Mondadori, Barcelone, 1998), Enciclopedia de una vida en Rusia, (Mondadori, Barcelone, 2003), un ensemble de récits, El Tartamudo y la rusa (Tusquets, Mexique 2002), ainsi que le livre de voyages Treinta días en Moscú (Mondadori, Barcelone, 2001). 
Livadia a été traduit en plus de huit langues avec une réception exceptionnelle par la critique. Aux États-Unis le livre a été publié sous le titre de Nocturnal Butterflies of the Russian Empire par les éditions Grove Presse, en France il a paru sous le titre de Papillons de nuit dans l´Empire de Russie, en Italie comme Le Farfalle Notturne dell´Impero Russo. Des journaux comme le New York Times, la New York Review of Book, Le Monde, Libération, et The Times Literary Supplement en ont publié des comptes-rendus très élogieux. Fin 2004 le prestigieux Frankfurter Allgemeine Zeitung a rangé Liwadjia parmi les titres romanesques les plus importants publiés cette année-là en Allemagne.
Rex, son roman suivant, est sorti au printemps 2007, publié par les éditions barcelonaises Anagrama et, simultanément, en Allemagne et en France.

### Œuvres traduites en français
- Papillons de nuit dans l'empire de Russie (tr. fr. 2003, Christian Bourgois)
- Rex (tr. fr. 2007, Christian Bourgois)